# Kočín-Lančár
Kočín-Lančár ist eine Gemeinde im Westen der Slowakei mit 503 Einwohnern (Stand 31. Dezember 2024), die zum Okres Piešťany, einem Teil des Trnavský kraj gehört.

## Geographie

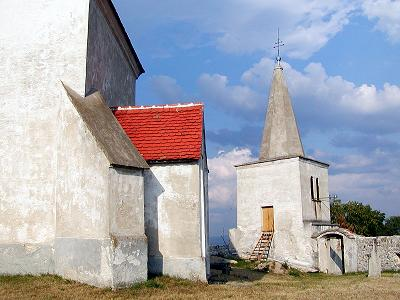
Erzengel-Michael-Kirche in Lančár

Die Gemeinde befindet sich am südöstlichen Rande der Kleinen Karpaten am Übergang vom Hügelland Trnavská pahorkatina, am Bach Kočínsky potok. Das Ortszentrum liegt auf einer Höhe von 207 m n.m. und ist 18 Kilometer von Piešťany entfernt.
Verwaltungstechnisch besteht die Gemeinde aus den Gemeindeteilen Kočín und Lančár.

## Geschichte
Die heutige Gemeinde entstand 1991 nach einem Referendum durch Zusammenschluss der Orte Kočín (ungarisch Köcsény) und Lančár (ungarisch Lancsár), mit der Gemeindeverwaltung in Kočín.
Der Ort Kočín wurde zum ersten Mal 1436 als Kotlyn schriftlich erwähnt, während der Bach bereits 1262 als fluvium Kochyn aufgeführt war. 1452 werden 12 Bauernhöfe erwähnt, die zum kleinen Teil dem Herrschaftsgut der Burg Guttenstein, zum größten Teil örtlichen Edelmännern gehörten. Kočín war eines der ärmsten Güter der Burg, eine Situation, die durch die Türkenkriege im 16. und 17. Jahrhundert noch schlimmer wurde. Die Haupteinnahmequellen waren Landwirtschaft, bis zum 19. Jahrhundert auch Weinbau, danach Obstbau. 1828 hatte Kočín 320 Einwohner.
Lančár wurde zum ersten Mal 1262 als Kuerencher schriftlich erwähnt. Der Name soll von der slawischen Bezeichnung für einen Töpfer abgeleitet worden sein. Eine Pfarrei ist in einer Urkunde aus dem Jahr 1332 belegt und der Ort gehörte zum Herrschaftsgebiet der Burg Guttenstein. 1869 sind in Lančár 216 Einwohner verzeichnet.

## Bevölkerung
| Jahr                | 1994 | 2004    | 2014    | 2024    |
| ------------------- | ---- | ------- | ------- | ------- |
| Anzahl der Personen | 542  | 521     | 525     | 503     |
| Unterschied         |      | −3,87 % | +0,76 % | −4,19 % |

| Jahr                | 2023 | 2024 |
| ------------------- | ---- | ---- |
| Anzahl der Personen | 503  | 503  |
| Unterschied         |      | +0 % |

Ergebnisse nach der Volkszählung 2001 (538 Einwohner):
| Nach Ethnie: - 99,26 % Slowaken - 0,37 % Tschechen | Nach Konfession: - 96,10 % römisch-katholisch - 2,60 % evangelisch - 0,93 % keine Angabe - 0,37 % konfessionslos |

## Bauwerke
- römisch-katholische Erzengel-Michael-Kirche in Lančár aus dem 17. Jahrhundert
- Glockenturm in Kočín aus dem 18. Jahrhundert
- römisch-katholische Maria-Himmelfahrt-Kirche, 2000 fertiggestellt und geweiht